# Sista Monica Parker
Sista Monica Parker (* 27. April 1956 in Gary (Indiana) als Monica C. Parker; † 9. Oktober 2014 in Modesto) war eine amerikanische Blues-, Soul- und Gospelmusikerin (Gesang, Songwriting), die zunächst als Unternehmerin tätig war. Sie veröffentlichte elf Alben, vorrangig mit eigenen Werken. 2015 wurde sie mit einem Blues Music Award in der Kategorie „Soul Blues Female Artist of the Year“ ausgezeichnet.

## Leben und Wirken
Parker begann im Alter von sieben Jahren in ihrer örtlichen Baptistenkirche zu singen und ging bereits als 12-Jährige mit dem Chor auf Tournee. Als frühe Einflüsse nannte sie Al Green, Aretha Franklin, die Staple Singers, Jackie Wilson und Sam Cooke. Nach dem College trat Parker 1977 in das Marine Corps ein und verbrachte den Großteil ihrer dreijährigen Militärzeit als Anwerberin. Anschließend gründete sie 1980 ein Personalvermittlungsunternehmen, das zunächst in Chicago ansässig war und im Ingenieursbereich, dann im Silicon Valley erfolgreich im IT- und Internet-Bereich tätig war.
Inspiriert von ihrem Nachbarn MC Hammer begann Parker 1992 eine Gesangskarriere. Sie trat in nordkalifornischen Clubs und auf Festivals mit Gladys Knight, Mavis Staples, Taj Mahal, Luther Allison, Etta James und anderen Legenden des Blues und des klassischen R&B auf. 1995 hatte sie ihr Debütalbum Get Out of My Way aufgenommen und auf dem eigenen Label No Muscle Records veröffentlicht. Ihr Titel „Windy City Burner“ wurde im Rundfunk gespielt und trug dazu bei, ihre ersten Tourneen durch die USA, Kanada und Teile Europas zu befördern. Ihre Auftritte in den späten 1990er Jahren in Europa brachten ihr den Spitznamen der „Blues lioness“ (Blueslöwin) ein. Ihr zweites Album Sista Monica erschien 1997. Im Folgejahr trat sie auf dem Monterey Jazz Festival auf und erhielt einen California Music Award.
Für Parker war es kein Widerspruch, sowohl Blues als auch Gospel zu singen. „Blues hat einige der gleichen Rhythmen und Akkordwechsel wie Gospel“, sagte sie 2014 bei einem Interview. In Blues und Gospel stecke eine Menge Wahrheit, deshalb sei sie in beiden Genres tätig: „Ich möchte, dass sich die Menschen erhoben und hoffnungsvoll fühlen.“ Auf ihrem Album People Love the Blues aus dem Jahr 2000 traten die Bluesgitarristen Jimmy Thackery und Larry McCray als Gäste auf. Im Jahr 2001 veröffentlichte sie ihr erstes Gospelalbum Gimme That Old Time Religion, mit dem sie zu ihren religiösen Wurzeln zurückkehrte. Im selben Jahr folgte das Album Live in Europe, das im belgischen Peer aufgenommen worden war. 2002 trat sie beim Monterey Bay Blues Festival auf.
Eine Erkrankung mit dem Synovialsarkom wurde erfolgreich therapiert, bevor sie ins Aufnahmestudio zurückkehrte und 2004 das Album Love, Soul & Spirit, Vol. 1 mit Soul- und Jazz-Standards aufnahm. Ihr darauffolgendes Album Can’t Keep a Good Woman Down! präsentierte sie als Blues- und klassische R&B-Sängerin, enthielt aber auch Coverversionen, etwa Funny How Time Slips Away von Willie Nelson und A Change Gonna Come von Sam Cooke.
Weitere Tourneen durch die USA und Europa folgten. Ihr Album Sweet Inspirations, das 2008 erschien, enthielt Coverversionen von Mississippi Fred McDowell, den Beatles und Rodgers & Hammerstein. Singin’ in the Spirit folgte 2010, und das 2011 erschienene Living in the Danger Zone enthielt zumeist eigene Songs. 2012 veröffentlichte sie ihr letztes Album, Soul Blues & Ballads.
Nach einer Lungenkrebs-Diagnose gab Parker ihr letztes Konzert am 2. September 2014 im Yoshi’s in Oakland; sie hatte ihre Krankheit einige Tage zuvor publik gemacht, und der Club war mit Freunden, Familienangehörigen und Fans gefüllt.
Sechs Wochen nach ihrem letzten Konzert starb Parker an den Folgen der Krankheit im Alter von 58 Jahren in Modesto.